# Cartoon Network Studios
Cartoon Network Studios er et amerikansk animationsstudie ejet af Warner Bros. Television Studios division af Warner Bros. Entertainment, et datterselskab af Warner Bros. Discovery. Studiet er tv-kanalen Cartoon Network's produktionsafdeling
Studiet producerer og udvikler primært animerede programmer og shorts til Cartoon Network og Cartoonito, og har også udviklet egenskaber til Adult Swim, TBS og Max. Studiet har produceret snesevis af tegnefilmserier, herunder Dexters laboratorium, Powerpuff Pigerne (og dets filmatisering ), Johnny Bravo, Samurai Jack, Grumme eventyr med Billy og Mandy, Fosters hjem for fantasivenner, Camp Lazlo, Ben 10, Chowder, Flapjack, Adventure Time, Regular Show, Onkel Bedstefar, Steven Universe, Clarence og Vi’ bare bjørne .